# کاخ قهوه

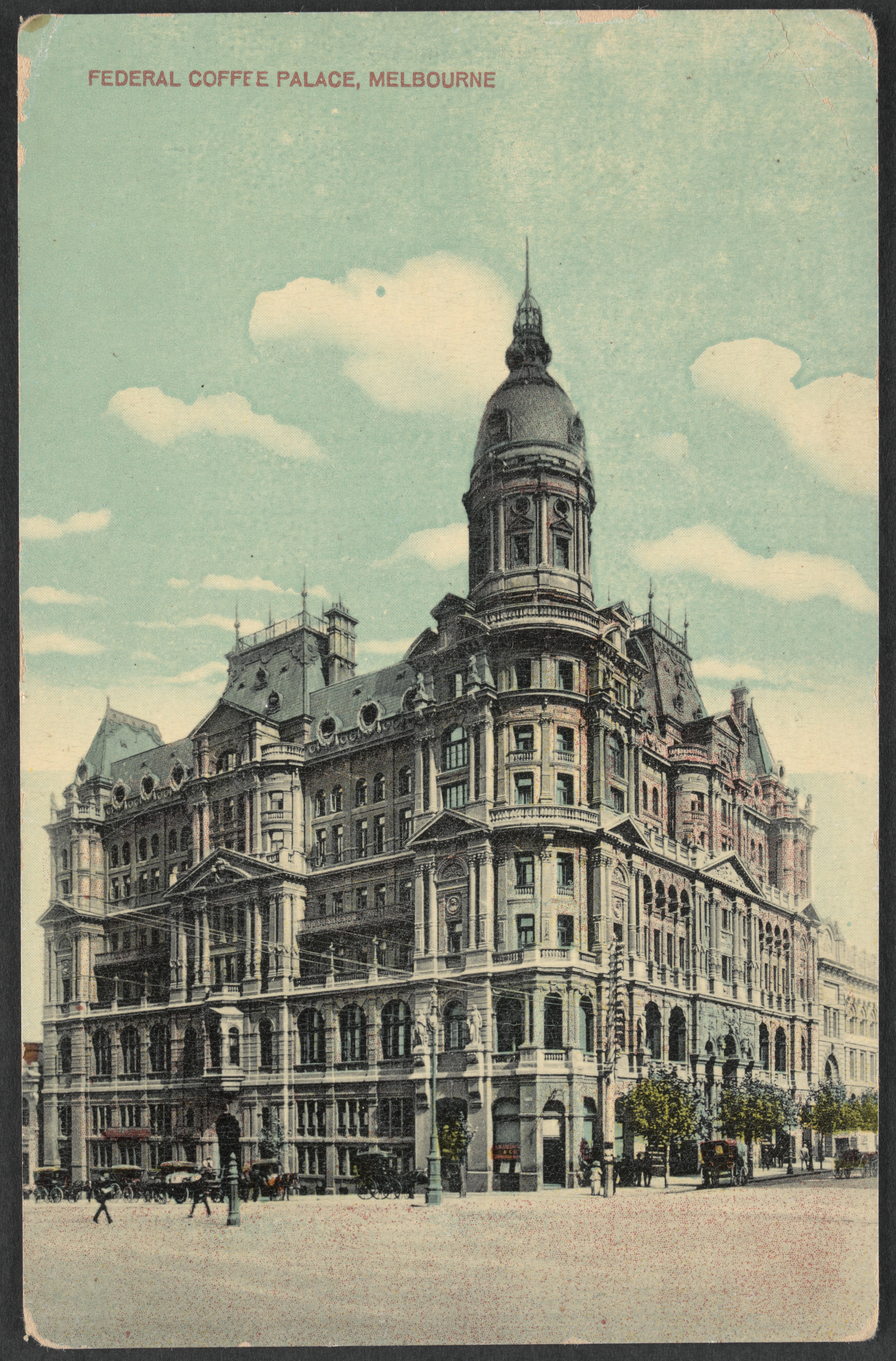
کاخ قهوه فدرال که در خیابان کالینز ملبورن در سال ۱۸۸۸ ساخته شد، بزرگ‌ترین و باشکوه‌ترین کاخ قهوه بود که تا به حال ساخته شده است. در سال ۱۹۷۳ تخریب شد.

کاخ قهوه یک هتل مسکونی اغلب بزرگ و آراسته بود که مشروبات الکلی سرو نمی‌کرد و بیشتر آن‌ها در اواخر قرن نوزدهم در استرالیا ساخته شدند.
یک هتل معمولی و بدون سرو مشروبات الکلی در سال ۱۸۲۶ توسط فعال گریت اسمیت در زادگاهش در پیتربورو، نیویورک، ایالات متحده افتتاح شد که نتوانست محبوبیتی نزد مردم محلی پیدا کند و از نظر تجاری نیز ناموفق بود.